# Brenthis basinigrans
Brenthis basinigrans är en fjärilsart som beskrevs av Cabeau 1930. Brenthis basinigrans ingår i släktet Brenthis och familjen praktfjärilar. Inga underarter finns listade i Catalogue of Life.